# Серж Саркисян
Серж Азати Саркисян (на арменски: Սերժ Ազատի Սարգսյան) е арменски политик от Арменската републиканска партия, бивш президент от 9 април 2008 до 9 април 2018 година и бивш министър-председател на страната от 4 април 2007 г. до 9 април 2008 г. и от 17 до 23 април 2018 г.

## Личен живот
Роден е на 30 юни 1954 година в Степанакерт, Нагорни Карабах. Приет е в Ереванския държавен университет през 1971 г. и служи във Въоръжените сили на СССР в периода 1971 – 1972 г. През 1979 година завършва филология в Ереванския държавен университет.
През 1983 г. се жени за Рита, с която днес имат 2 дъщери Ануш и Сатеник и внучка Мариам. Не е свързан родствено с настоящия министър-председател на Армения Тигран Саркисян.
Той е председател на Арменската федерация по шахмат. Владее арменски и руски език.

## Ранна кариера
Кариерата му започва през 1975 г. във фабрика за електрически уреди в Ереван, където работи до 1979 г., когато застава начело на комсомолската организация в родния си град. Става втори секретар, впоследствие първи секретар, ръководи комитета по пропаганда в града.
С нарастването на напрежението между арменци и азербайджанци в Нагорни Карабах Саркисян е назначен за Председател на комитета отговарящ за самоотбрана на република Нагорни Карабах и по-късно избран за член на Висшия съвет на Армения през 1990 г. Организира няколко бойни операции по време на войната в Нагорни Карабах и е смятан за един от основателите на арменските военни сили.
- От 1993 г. до 1995 г. е министър на отбраната на Армения.
- От 1995 г. до 1996 г. ръководи Държавния департамент по отбрана на Армения, а по-късно става министър на националната сигурност.
- От 1999 г. до 2000 г. е началник на кабинета на президента Робер Кочарян. По същото време е и секретар на Съвета по национална сигурност към президента (до 2007).
- От 2000 г. до 2007 г. паралелно е и министър на отбраната на Армения за втори път.
- На 4 април 2007 г. е избран за министър-председател на Армения.
- На 18 февруари 2008 г. Саркисян става третият президент на Армения.

## Президентски избори
На президентските избори през 2008 г. Саркисян е най-силният кандидат за поста. Той печели с 53% от вота още на първо гласуване, а далеч зад него е Левон Тер-Петросян. Изборите са определени като демократични от ОССЕ, ЕС и западни наблюдатели.
Поддръжниците на Тер-Петросян оспорват официалните резултати и организират големи протести в Ереван, продължили над седмица веднага след изборите. Протестите са прекратени със сила на 1 март 2008 г. – 8 протестиращи и 2 полицаи са убити, и е въведено извънредно положение до 20 март същата година.

## Президентски мандат
Саркисян полага клетва като президент в Операта на Ереван на 9 април 2008 г. В речта си обръща внимание на събитията последвали президентските избори, като подтиква всички да гледат напред и да търсят път за помирение, развитие и бъдеще за Армения.
Назначава Тигран Саркисян, дотогава председател на Централната банка, нечленуващ в партия, за министър-председател.
На 18 април С. Саркисян провежда изненадваща акция в арменските митници, като заявява, че „корупцията сред висшите среди процъфтява и възпрепятства икономическото развитие на страната“. Според доклад на Freedom House, през 2011 г. арменското правителство предприема дългоочаквани решаващи стъпки за борба с корупцията. Услугите на е-правителството намаляват възможностите за подкуп, а новите по-строги регулации водят до повече корупционни дела и глоби за служебни лица и големи корпорации. По този начин Армения се изкачва в класацията за най-малко корумпирани страни, като рейтингът ѝ се подобрява от 5,50 до 5,25 пункта.
По време на мандата на Саркисян се подобряват позициите на Армения в класациите за свобода на словото и свобода на пресата. Процентът на използване на интернет също се покачва – от 6,2% през 2008 г. до 37% през 2011 г., осигурявайки достъп до онлайн медиите, като блогърите през 2011 г. достигат рекордния брой от 10 000 души.
След изборите Саркисян разрешава провеждането на митинги на опозицията в Ереван и е твърдо решен да се съобразява с настояването на Съвета на Европа за смекчаване на крайните мерки спрямо опозицията.
Енергията на гражданското общество расте значително през последните години заедно с броя на неправителствените организации. Активистите успяват да привлекат обществено внимание с различни кампании в сферите на човешките права, екологията и социалната справедливост. Но въпреки това тези публични прояви имат ограничен ефект над политиката на правителството.

### Нагорни Карабах
Първата си реч по въпроса Саркисян прави пред 63-та сесия на Общото събрание на ООН в Ню Йорк на 25 септември 2008 г. Той заявява, че е необходимо Обединените нации да допринесат за мирното разрешаване на въоръжените конфликти по света, в това число и в Нагорни Карабах.
Саркисян продължава политиката на мирно разрешаване на конфликта в Нагорни Карабах, въведена от предшествениците му. Това е една от основните цели на арменската външна политика. Според него само чрез разговорите в сформираната Минска група на ОССЕ би могло да се стигне до мирен изход от конфликта. Той продължава и преките срещи на високо ниво с официални лица на Азербайджан. На 2 ноември 2008 г. Саркисян се среща с президента на Азербайджан Илхам Алиев в Москва на тристранни разговори с президента на Русия Дмитрий Медведев. Те подписват декларация за продължаване на преговорите в същата мирна насока. Година по-късно Алиев и Саркисян се срещат отново в Санкт Петербург, а на 22 ноември 2009 г., заедно с други световни лидери в Мюнхен, Алиев заплашва отново да възобнови военните действия, за да контролира района, ако двете страни не достигнат до подходящо споразумение.
Саркисян обвинява азербайджанската страна в затрудняване на мирния процес и за откровена антиарменска позиция чрез фалшифициране на историята и пропаганда. Най-ярък пример за антиарменските прояви е посрещането като герой на Рамил Сафаров, убил арменския офицер Гурген Маргарян по време на програмата Партньорство за мир на НАТО през 2004 г. в Будапеща. След неговата екстрадиция през 2012 г. той е амнистиран от президента Алиев, повишен в звание майор, дадено му е жилище и му е заплатено за 8-те години, прекарани в затвора, и е обявен за национален герой.
Саркисян многократно заявява, че страната му е категорично против военни действия, но е готова да посрещне подобна интервенция с цялата си налична военна мощ.
В програмата си за изборите през 2013 г. Саркисян обещава да запази сигурността на Нагорни Карабах и неговите жители. Също набляга на заздравяването и модернизацията на арменската отбранителна система като фактор за предотвратяване на азербайджанска агресия и за да подсигури безопасността в Южен Кавказ. Друго обещание в актуалната предизборна кампания е да се вземат необходимите мерки Нагорни Карабах да бъде страна в преговорите и по този начин да се подобрят международните връзки.
По независимостта на Косово Саркисян заявява: „Възможното признаване на Косово от Армения няма да засегне изградените връзки Армения-Русия“, но отбелязва, че „признаването на Косово е въпрос за сериозна дискусия. Армения винаги е била привърженик на правата на нациите за самоопределяне и в този аспект приветстваме косовската независимост“.

### Политика към Турция
С избирането си за президент през 2008 г. Саркисян заявява, че ще продължи арменската политика спрямо Турция, за да нормализира отношенията между двете страни. Междувременно продължава борбата за международно признание на арменския геноцид от 1915 г.
Специфичните мерки, които действащият президент предприема са определяни като „футболна дипломация“. През 2008 г. Саркисян поема историческата инициатива да покани турския президент Абдула Гюл да гледа квалификацията между Армения и Турция за Световното първенство по футбол през 2010 г. Гюл се появява на стадиона в Армения, а Саркисян му връща визитата при втория мач между двата отбора в Турция.
На 10 октомври 2009 г. външните министри на Армения и Турция подписват протокол за установяване да дипломатически отношения между двете държави без предварително подготвени условия. Споразумението предвижда отваряне на границите между Армения и Турция, затворени от турците през 1993 г. Протоколът е подписан в Женева, Швейцария чрез международното медиаторство на САЩ.
Реакциите спрямо предприетото възстановяване на отношенията с Турция са противоречиви сред населението на Армения. Част от населението смята, че отварянето на границите ще насърчи търговията, то на мнение, че Армения ще направи важни стратегически отстъпки пред Турция, е голямата част от народа. Категорично против подписването на протоколите от Женева са всички влиятелни опозиционни партии в Армения и най-вече т.нар. Арменска революционна федерация. Стъпките по отварянето на границите и назначаването на обща комисия историци, които да изследват Арменския геноцид са приети като предателство и следват масови протести против приемането на протоколите. Арменската диаспора също е в опозиция на решенията за сближаване с Турция, като смятат, че това би застрашило международното признаване на арменския геноцид, както и надеждите за легитимни териториални искания на Армения към Турция.
Но процесът по помирението продължава само година, след като Турският парламент не успява да ратифицира протоколите в „разумни срокове“, както са се договорили двете страни. Точно противоположно на принципите, заложени в протоколите, за липса на предварителни условия, Турция налага резолюцията от конфликта в Нагорни Карабах с цел отстъпки от арменска страна, които са неприемливи за Армения.
В изявление Саркисян заявява „В продължение на цяла година висшите турски дипломати бяха пестеливи в публичните си изказвания за предварителните условия. Цяла година Турция се опитваше да забави и провали процеса. Смятаме, че са неприемливи тези напразни усилия за диалог между Армения и Турция и тази фаза на нормализиране на отношенията за изчерпана.“
Въпреки това Саркисян заявява, че за разлика от Анкара, Ереван продължава да е отдаден на инициативата за нормални дипломатически отношения с Турция.